# Etel Adnan
Etel Adnan (în arabă إيتيل عدنان; n. 24 februarie 1925, Beirut, State of Greater Lebanon⁠(d) – d. 14 noiembrie 2021, Paris, Métropole du Grand Paris, Franța) a fost o poetă, eseistă și artistă vizuală libaneză-americană. În 2003, Adnan a fost numită „probabil cea mai celebră și cea mai realizată autoare arabă-americană  care scrie astăzi” de către revista academică MELUS: Multi-Ethnic Literature of the United States.
Pe lângă producția ei literară, Adnan a realizat lucrări vizuale într-o varietate de medii, cum ar fi picturi în ulei, filme și tapiserii, care au fost expuse la galerii din întreaga lume.

## Biografie
Ethel N. Adnan s-a născut în anul 1925 în Beirut, Liban. Mama ei , Rose „Lily” Lacorte, era creștin-ortodoxă de etnie greacă din Smirna, iar tatăl ei, Assaf Kadri, era un ofițer otoman sunit musulman-turc de rang înalt, născut la Damasc, Siria otomană. Mama lui Assaf Kadri era albaneză. Bunicul lui Adnan fusese soldat turc. Tatăl ei provenea dintr-o familie bogată; a fost ofițer de top și fost coleg de clasă cu Mustafa Kemal Atatürk la academia militară. Înainte de a se căsători cu mama lui Adnan, tatăl ei era deja căsătorit și avea trei copii. În contrast, mama lui Adnan a fost crescută în sărăcie extremă. Părinții ei s-au întâlnit în Smirna în timpul Primului Război Mondial în timp ce tatăl ei era guvernator al Smirnei. După ce Imperiul Otoman s-a prăbușit și Smirna a fost arsă în timpul Ocupării Smirnei, părinții lui Adnan au emigrat la Beirut. Adnan a declarat că mama ei avea 16 ani când și-a cunoscut tatăl, într-o perioadă în care „grecii din Turcia erau în lagăre de concentrare”. Deși a crescut vorbind greacă și turcă într-o societate în principal vorbitoare de arabă, a fost educată la o școală ce ținea de o mănăstire franceză, iar limba franceză a devenit limba în care scris prima ei lucrare. De asemenea, a studiat limba engleză în tinerețe, iar cea mai mare parte a lucrărilor ei de mai târziu au fost scrise în această limbă. 
La 24 de ani, Adnan a plecat la Paris să studieze și a absolvit Universitatea din Paris  cu o diplomă în filozofie. Apoi a călătorit în Statele Unite, unde și-a continuat studiile postuniversitare la Universitatea din California, Berkeley și la Universitatea Harvard.  Din 1958 până în 1972, a predat filosofia artei la Universitatea Dominicană din California din San Rafael și a ținut prelegeri la mai multe universități. 
Adnan s-a întors din SUA în Liban și a lucrat ca jurnalist și editor cultural pentru Al-Safa Newspaper, un ziar de limbă franceză din Beirut. Ea a contribuit și la construirea secțiunii culturale a ziarului, contribuind ocazional cu desene animate și ilustrații. Mandatul ei la Al-Safa a fost considert remarcabil pentru editorialele ei de pe prima pagină în care comenta problemele politice importante ale zilei.
În ultimii ei ani, Adnan a început să se identifice deschis ca lesbiană.
Adnan a trăit la Paris și Sausalito, California. Ea a murit la Paris la 14 noiembrie 2021, la vârsta de 96 de ani.

## Artă vizuală

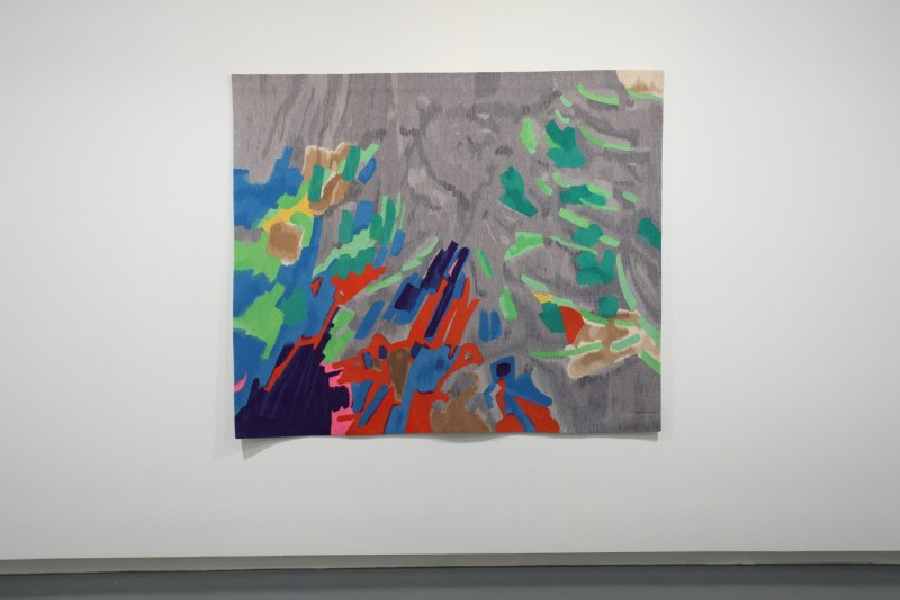
Lucrare a lui Etel Adnan

Adnan a lucrat și ca pictor.  Primele lucrări abstracte ale ei au fost create folosind un cuțit de paletă pentru a aplica vopsea în ulei pe pânză - adesea direct din tub - prin glisări ferme pe suprafața imaginii. Accentul compozițiilor era adesea un pătrat roșu; ea a fost interesată de „frumusețea imediată a culorii”. În 2012, o serie de picturi abstracte viu colorate ale artistei au fost expuse ca parte a expoziției documenta 13 din Kassel, Germania. 
În anii 1960, ea a început să integreze caligrafia arabă în operele ei de artă și în cărțile sale de artist. Ea își amintea că a stat ore întregi și a copiat cuvinte dintr-o gramatică arabă fără a încerca să înțeleagă sensul cuvintelor. Arta ei a fost foarte mult influențată de artiștii Hurufiyya timpurii, inclusiv artistul irakian Jawad Salim, scriitorul și artistul palestinian Jabra Ibrahim Jabra și pictorul irakian Shakir Hassan al Said, care a respins estetica occidentală și a îmbrățișat o nouă formă de artă care era atât modernă, cât și tradițională incluzând mass-media și tehnologie. 
Inspirată de leporellos japonezi, Adnan a pictat și peisaje pe ecrane pliabile care pot fi „prelungite în spațiu precum desenele de sine stătătoare”. 
În 2014, o colecție de picturi și tapiserii ale artistei au fost expuse ca parte a Bienalei Whitney la Muzeul Whitney de Artă Americană .
În 2017, lucrarea lui Adnan a fost inclusă în „Making Space: Women Artists and Postwar Abstraction”, o expoziție de grup organizată de MoMA, care a reunit artiști de seamă precum Ruth Asawa, Gertrudes Altschul, Anni Albers, Magdalena Abakanowicz, Lygia Clark și Lygia Pape., printre alții.  
Publicată în 2018, „Etel Adnan”, o biografie a artistei scrisă de Kaelen Wilson-Goldie, investighează munca artistei ca șaman și activistă. În 2020, cartea ei Time primește Premiul pentru Poezie Griffin. 

## Premii și recunoaștere
- 1977: A primit premiul France-Pays Arabes pentru romanul ei Sitt Marie Rose.[26]
- 2010: A primit premiul Arab American Book Awards pentru colecția ei de povești Master of the Eclipse.[43]
- 2013: Colecția ei de poezie Sea and Fog a câștigat California Book Award for Poetry.[44]
- 2013: Premiul literar Lambda.[45]
- 2014: Numită Cavaler al Artelor și Literelor de către Guvernul francez.[46]
- 2020: Colecția de poezie Time, selecții ale operei lui Adnan traduse din franceză de Sarah Riggs, câștigă Premiul Griffin pentru Poezie.[47]

## Scrieri

### În limba engleză
- "The Enemy's Testament" in Where is Vietnam?, Anchor Books (1967, Walter Lowenfels⁠(d), ed.)
- Moon Shots, Sausalito-Belvedere Gazette (1967)[48]
- Sitt Marie Rose⁠(d): A Novel (1978)
- From A to Z Poetry (1982)
- The Indian Never Had a Horse and Other Poems (1985)
- Journey to Mount Tamalpais: An Essay (1985)
- The Arab Apocalypse (1989)
- The Spring Flowers Own and the Manifestations of the Voyage (1990)
- Paris, When It's Naked (1993)
- Of Cities and Women, Letters to Fawwaz (1993)
- To Write in a Foreign Language (1996)
- There: In the Light and the Darkness of the Self and of the Other (1997)
- In/somnia (2002)
- In the Heart of the Heart of Another Country (2005)
- Seasons (2008)
- Master of the Eclipse (2009)
- Sea and Fog, Nightboat Books (2012)
- To look at the sea is to become what one is: An Etel Adnan Reader, edited by Thom Donovan, Brandon Shimoda, Ammiel Alcalay, and Cole Swensen, Nightboat Books (2014)
- Premonition, Kelsey Street Press  (2014) ISBN: 978-0-932716-82-8.
- Life is a Weaving, Galerie Lelong  (2016) ISBN: 978-2-868821-23-2.
- Night, Nightboat, 2016
- Surge, Nightboat, 2018
- Time, Nightboat, 2020
- Shifting the silence, Nightboat, 2020

## Expoziții
- 2012 DOCUMENTA (13), Cassel.
- 2014 Etel Adnan în toate dimensiunile ei, MATHAF, Doha, Qatar
- 2014 Writing Mountains, Museum der Moderne, Salzburg
- 2014 Noul Muzeu, New York
- 2014 Whitney Biennale, Whitney Museum, New York
- 2015 Museum Haus Konstruktiv, Zurich
- 2015 Galerie Lelong Paris
- 2015 Saltwater, Bienala de la Istanbul
- 2015 Galerie Lelong, New York
- 2015 Muzeul Irlandez de Artă Modernă (IMMA), Dublin
- 2015 Muzeul de Artă din Sharjah, EAU
- 2016 A Tremendous Astronomer, Galerie Lelong, Paris
- 2016 Institut du Monde Arabe, Paris
- 2016 Serpentine Gallery, Londra
- 2016 Galerie Lelong, Paris
- 2017 Sea and Fog, Galeriile Oakville, Oakville, Canada
- 2017 L'emozione dei COLORI nell'arte, GAM, Castello di Rivoli, Italia
- 2018 Parler aux fleurs, Galerie Lelong & Co, Paris
- 2018 Zentrum Paul Klee, Berna, Elveția
- 2018 Estampes originales, Galerie Lelong & Co, Art Basel, Basel, Elveția
- 2018 Tout ce que je fais est mémoire, Chateau La Coste, Le Puy Ste Réparade, Franța
- 2018 La Fulgurance du geste, Fondation Jan Michalski, Montricher, Basel, Elveția
- 2018 Tapisseries et estampes, Galerie Lelong & Co, Paris
- 2019 Leporellos, Galerie Lelong & Co, Paris[nefuncțională – arhivă]
- 2019 Noua lucrare: Etel Adnan, SFMOMA, San Francisco
- 2019 Etel Adnan et les modernes, MUDAM, Luxemburg
- 2019 Etel Adnan: Fiecare zi este o lume întreagă, Muzeul de Artă Aspen, Aspen
- 2020 Satellites et Planètes, Galerie Lelong & Co, Paris
- 2021 Etel Adnan: noua măsură a luminii, Muzeul Solomon R. Guggenheim, New York